# Alfredo Ramos dos Santos
Alfredo Ramos dos Santos, detto Alfredo o Alfredo II (Rio de Janeiro, 1º gennaio 1920 – 23 ottobre 1997), è stato un calciatore brasiliano, di ruolo centrocampista.

## Caratteristiche tecniche
Giocava come centrocampista offensivo. La sua versatilità gli permise di giocare anche come difensore laterale e attaccante.

## Carriera

### Club
Cresciuto nel Vasco da Gama, vi debuttò nel 1939; giocò nel cosiddetto Expresso da Vitória, che conquistò svariati titoli a livello nazionale e, soprattutto, la Coppa dei Campioni del Sudamerica. Nel 1949 giocò due partite per i rivali cittadini del Flamengo, prima di tornare a chiudere la carriera con il Vasco.

### Nazionale
Ha giocato sei partite con il Brasile, venendo convocato per il mondiale di Brasile 1950, in cui segnò un gol nell'unica partita che disputò.

## Palmarès

### Club

#### Competizioni nazionali
- Campionato Carioca: 5

Vasco da Gama: 1945, 1947, 1949, 1950, 1952

#### Competizioni internazionali
- Coppa dei Campioni del Sudamerica: 1

Vasco da Gama: 1948